# Danh sách loài trong họ Ampulicidae
Dưới đây là danh sách các loài trong họ Ampulicidae

## Các loài
Các loài dưới đây được xếp theo chi:
- Ampulex compressa Fabricius, 1781
- Dolichurus stantoni Ashmead, 1904
- Ampulex aborensis Nurse, 1914
- Ampulex aenea Fabricius, 1804
- Ampulex aenea Spinola, 1841
- Ampulex aeneola Bradley, 1934
- Ampulex albobarbata Tsuneki, 1982
- Ampulex alisana Tsuneki, 1967
- Ampulex angusticollis Spinola, 1841
- Ampulex annulipes de Motschoulsky, 1863
- Ampulex apicalis F. Smith, 1873
- Ampulex approximata R. Turner, 1912
- Ampulex arnoldi Brauns in Arnold, 1928
- Ampulex assamensis Cameron, 1903
- Ampulex assimilis Kohl, 1893
- Ampulex atrohirta R. Turner, 1915
- Ampulex bantuae Gess, 1984
- Ampulex bidenticollis Tsuneki, 1976
- Ampulex bispinosa Reich, 1793
- Ampulex bredoi Arnold, 1947
- Ampulex brunneofasciata Giordani Soika, 1939
- Ampulex bryanti Turner, 1914
- Ampulex canaliculata Say, 1823
- Ampulex carinifrons Cameron, 1903
- Ampulex ceylonica Krombein, 1979
- Ampulex chalybea F. Smith, 1856
- Ampulex collator Bradley, 1934
- Ampulex conigera Kohl, 1893
- Ampulex constanceae Cameron, 1891
- Ampulex crassicornis Kohl, 1898
- Ampulex crawshayi R. Turner, 1917
- Ampulex crudelis Bingham, 1897
- Ampulex cuprea F. Smith, 1856
- Ampulex cyanator Thunberg, 1822
- Ampulex cyanipes Westwood, 1841
- Ampulex cyanura Kohl, 1893
- Ampulex cyclostoma Gribodo, 1894
- Ampulex dentata Matsumura and Uchida, 1926
- Ampulex denticollis Cameron, 1910
- Ampulex difficilis Strand, 1913
- Ampulex dissector Thunberg, 1822
- Ampulex distinguenda Kohl, 1893
- Ampulex dives Kohl, 1893
- Ampulex elegantula Kohl, 1893
- Ampulex erythropus Kohl, 1893
- Ampulex esakii Yasumatsu, 1936
- Ampulex fasciata Jurine, 1807
- Ampulex ferruginea Bradley, 1934
- Ampulex formicoides R. Turner, 1926
- Ampulex formosa Kohl, 1893
- Ampulex fulgens de Beaumont, 1970
- Ampulex hellmayri W. Schulz, 1904
- Ampulex himalayensis Cameron, 1903
- Ampulex honesta Kohl, 1893
- Ampulex hospes F. Smith, 1856
- Ampulex insularis F. Smith, 1858
- Ampulex interstitialis Cameron, 1903
- Ampulex javana Cameron, 1905
- Ampulex khasiana Cameron, 1903
- Ampulex kristenseni R. Turner, 1917
- Ampulex kurarensis Yasumatsu, 1936
- Ampulex laevigata Kohl, 1893
- Ampulex latifrons Kohl, 1893
- Ampulex lazulina Kohl, 1893
- Ampulex lesothoensis Gess, 1984
- Ampulex longiabdominalis Wu and Chou, 1985
- Ampulex longiclypeus Wu and Chou, 1985
- Ampulex longicollis Cameron, 1902
- Ampulex lugubris Arnold, 1947
- Ampulex luluana Leclercq, 1954
- Ampulex maculicornis Cameron, 1889
- Ampulex major Kohl, 1893
- Ampulex melanocera Cameron, 1908
- Ampulex metallica Kohl, 1893
- Ampulex micado Cameron, 1905
- Ampulex micans Kohl, 1893
- Ampulex minor Kohl, 1893
- Ampulex mirabilis Berland, 1935
- Ampulex mocsaryi Kohl, 1898
- Ampulex moebii Kohl, 1893
- Ampulex montana Cameron, 1903
- Ampulex montivaga Gess, 1984
- Ampulex moultoni R. Turner, 1915
- Ampulex murotai Tsuneki, 1973
- Ampulex mutilloides Kohl, 1893
- Ampulex nasuta Er. AndrΘ, 1895
- Ampulex nebulosa F. Smith, 1856
- Ampulex neotropica Kohl, 1893
- Ampulex nigricans Cameron, 1899
- Ampulex nigrocoerulea de Saussure in Distant, 1892
- Ampulex nigrosetosa Gess, 1984
- Ampulex nitidicollis R. Turner, 1919
- Ampulex occipitalis Arnold, 1947
- Ampulex overlaeti Leclercq, 1954
- Ampulex pilosa Cameron, 1900
- Ampulex psilopus Kohl, 1893
- Ampulex purpurea Westwood, 1844
- Ampulex quadraticollar Wu and Chou, 1985
- Ampulex raptor F. Smith, 1856
- Ampulex regalis F. Smith, 1860
- Ampulex rothneyi Cameron, 1902
- Ampulex rotundioculus Wu and Chou, 1985
- Ampulex ruficollis Cameron, 1888
- Ampulex ruficornis Cameron, 1889
- Ampulex ruficoxis Cameron, 1902
- Ampulex rufofemorata Cameron, 1903
- Ampulex sagax Kohl, 1893
- Ampulex satoi Yasumatsu, 1936
- Ampulex sciophanes Nagy, 1971
- Ampulex seitzii Kohl, 1893
- Ampulex senex Bischoff, 1915
- Ampulex sibirica Fabricius, 1793
- Ampulex sikkimensis Kriechbaumer, 1874
- Ampulex smaragdina F. Smith, 1858
- Ampulex sodalicia Kohl, 1893
- Ampulex sonani Yasumatsu, 1936
- Ampulex sonnerati Kohl, 1893
- Ampulex spectabilis Kohl, 1893
- Ampulex splendidula Kohl, 1893
- Ampulex surinamensis de Saussure, 1867
- Ampulex sybarita Kohl, 1893
- Ampulex takeuchii Yasumatsu, 1936
- Ampulex thoracica F. Smith, 1856
- Ampulex timulloides Gess, 1984
- Ampulex toroensis R. Turner, 1919
- Ampulex tridentata Tsuneki, 1982
- Ampulex trigonopsis F. Smith, 1873
- Ampulex varicolor R. Turner, 1919
- Ampulex venusta Stσl, 1857
- Ampulex viridescens Arnold, 1947
- Ampulex yunnanensis Wu and Chou, 1985
- Aphelotoma affinis R. Turner, 1910
- Aphelotoma auricula Riek, 1955
- Aphelotoma fuscata Riek, 1955
- Aphelotoma melanogaster Riek, 1955
- Aphelotoma nigricula Riek, 1955
- Aphelotoma rufiventris R. Turner, 1914
- Aphelotoma striaticollis R. Turner, 1910
- Aphelotoma tasmanica Westwood, 1841
- Dolichurus abbreviatus Strand, 1913
- Dolichurus abdominalis F. Smith, 1860
- Dolichurus albifacies Krombein, 1979
- Dolichurus alorus Nagy, 1971
- Dolichurus amamiensis Tsuneki and Iida, 1964
- Dolichurus apiciornatus Tsuneki, 1977
- Dolichurus aposanus Tsuneki in Tsuneki et al., 1992
- Dolichurus aridulus Krombein, 1979
- Dolichurus astos Ohl, 2002
- Dolichurus baguionis Tsuneki in Tsuneki et al., 1992
- Dolichurus basuto Arnold, 1952
- Dolichurus bicolor Lepeletier de Saint Fargeau, 1845
- Dolichurus bimaculatus Arnold, 1928
- Dolichurus carbonarius F. Smith, 1869
- Dolichurus cearensis Ducke, 1910
- Dolichurus clypealis Tsuneki in Tsuneki et al., 1992
- Dolichurus corniculus Spinola, 1808
- Dolichurus crenatus Ohl, 2002
- Dolichurus dromedarius Nagy, 1971
- Dolichurus formosanus Tsuneki, 1967
- Dolichurus foroforo Ohl, Fritz and Neumann, 2004
- Dolichurus gilberti R. Turner, 1912
- Dolichurus greenei Rohwer, 1916
- Dolichurus guillarmodi Arnold, 1952
- Dolichurus haemorrhous A. Costa, 1886
- Dolichurus ignitus F. Smith, 1869
- Dolichurus kohli Arnold, 1928
- Dolichurus laevis F. Smith, 1873
- Dolichurus lankensis Krombein, 1979
- Dolichurus leioceps Strand, 1913
- Dolichurus maculicollis Tsuneki, 1967
- Dolichurus major Kazenas, 1976
- Dolichurus mindanaonis Tsuneki in Tsuneki et al., 1992
- Dolichurus ombrodes Nagy, 1971
- Dolichurus oxanus Nagy, 1971
- Dolichurus palawanensis Tsuneki in Tsuneki et al., 1992
- Dolichurus pempuchiensis Tsuneki, 1972
- Dolichurus pigmaeus Tsuneki, 1976
- Dolichurus quadridentatus Arnold, 1940
- Dolichurus rubripyx Arnold, 1928
- Dolichurus rugosifrons Tsuneki in Tsuneki et al., 1992
- Dolichurus secundus de Saussure, 1892
- Dolichurus shirozui Tsuneki, 1967
- Dolichurus silvicola Krombein, 1979
- Dolichurus taprobanae F. Smith, 1869
- Dolichurus turanicus Gussakovskij, 1952
- Dolichurus yungaburra Ohl, 2002
- Dolichurus venator Arnold, 1928
- Paradolichurus boharti Kimsey, 1993
- Paradolichurus californicus F. Williams, 1960
- Paradolichurus morelensis F. Williams, 1962
- Paradolichurus obidensis Ducke, 1903
- Riekefella aterrima R. Turner, 1907
- Trirogma balaensis Pu and Zhou, 1989
- Trirogma caerulea Westwood, 1841
- Trirogma narendrani Madhavikutty, 2004
- Trirogma nigra Cameron, 1903
- Trirogma pingsheensis Pu and Zhou, 1989
- Trirogma prismatica F. Smith, 1858
- Trirogma regalis Krombein, 1979
- Ampulex cyanura cyanura Kohl, 1893
- Ampulex cyanura monticola Arnold, 1928
- Ampulex cyanura rhodesiana Arnold, 1928
- Ampulex denticollis denticollis Cameron, 1910
- Ampulex denticollis rufithorax Arnold, 1931
- Ampulex hospes hospes F. Smith, 1856
- Ampulex hospes cognata Kohl, 1893
- Aphelotoma tasmanica tasmanica Westwood, 1841
- Aphelotoma tasmanica auriventris R. Turner, 1907
- Dolichurus ignitus ignitus F. Smith, 1869
- Dolichurus ignitus contractus Arnold, 1951
- Dolichurus palawanensis palawanensis Tsuneki in Tsuneki et al., 1992
- Dolichurus palawanensis davaonis Tsuneki in Tsuneki et al., 1992
- Paradolichurus obidensis obidensis Ducke, 1903
- Paradolichurus obidensis maranhensis Ducke, 1904